# Йохан Бекман
Ерккі Йо́хан Бе́кман (швед. Erkki Johan Bäckman; нар. 18 травня 1971, Порвоо, Фінляндія) — фінський публіцист, соціолог, політолог, пропагандист та письменник. Доктор суспільно-політичних наук. Голова «Антифашистського комітету Фінляндії» та Євразійського народного фронту, член міжнародної НДО «Світ без нацизму». У своїх книгах він розповідає про фіно-радянські відносини під час Холодної війни, історію війни Фінляндії та Радянського Союзу, організовані злочини в Естонії, російську мафію, тероризм та історію Естонію. Він також заперечує існування Естонії та Латвії як країн. Бекман працює на російську пропаганду поширюючи російські наративи та заяви про русофобну політику Євросоюзу та Великої Британії. Він також заперечує існування українців як нації.
Директор представництва ДНР у Фінляндії, визнаного владою країни незаконним. Запрошений як міжнародний спостерігач на референдум щодо приєднання до Росії окупованих територій України. Бекман також є членом фінської проросійської політичної партії "Сила в руках народу".

## Життєпис
Народився в місті Порвоо у звичайній фінській родині. Ім'я та прізвище отримав від нащадка за батьківською лінією — російського німця Йогана Бекмана, який переїхав з Санкт-Петербургу до Фінляндії ще до революції. У 1991—1992 роках проходив військову службу в оборонних силах Фінляндії, за призначенням військового пропагандиста. 1998 року закінчив факультет державотворення[уточнити] Гельсінського університету. 2000 року заснував у Санкт-Петербурзі науково-дослідний центр та видавництво «Інститут Йогана Бекмана». 2008 року став доцентом соціології права в університеті м. Гельсінкі.
До 2012 року працював викладачем в університетах Гельсінкі та Йоенсуу. 2012 року був звільнений.
З травня 2016 року Юган Бекман разом з головним редактором видання MV-lehti Іллею Янічкіним був під слідством фінської поліції, а в жовтні 2018 року отримав вирок у вигляді року позбавлення волі (умовно) за цькування та наклеп направлені проти журналістки Yle, Джессікки Аро.

## Суспільна діяльність
У 2008 році видав книгу «Бронзовий солдат — фон та зміст суперечок навколо пам'ятника в Естонії» (фін. Pronssisoturi – Viron patsaskiistan tausta ja sisältö), у якій він описує співпрацю естонців та фінів з нацистською Німеччиною під час Другої світової війни, а також дії естонської влади через перенесення «Бронзового солдата». За словами Бекмана Естонія не має майбутнього як незалежна держава. Книгу розкритикували як естонські, так і фінські державні діячі. Зокрема, депутат Рійгікогу Трівімі Веллісте назвав книгу «частиною інформаційної війни проти Естонії». Декілька естонських та фінських громадських діячів написали відкритий лист до Гельсінського університету, у якому звинуватили Бекмана у поширенні ворожої пропаганди проти країни та її народу.
У 2009 році Йохан Бекман був оголошений персоною нон ґрата в Естонії. У цьому ж році Бекман повинен був взяти участь у семінарі зі своїми однодумцями з руху Нічний дозор у Талліні. Того ж року брав участь у Виборах до Європейського парламенту в складі Робітничої партії Фінляндії, однак програв набравши всього 554 голоси.
У липні 2010 року Бекман звернувся через ЗМІ до російської влади, запропонувавши ініціювати угоду з Фінляндією, яке б захистило права дітей у змішаних шлюбах і їх батьків-росіян.
З липня 2014 року Бекман позиціонує себе як «офіційного представника ДНР» у Фінляндії.

## Погляди
Головними небезпеками для людства Бекман вважає «ісламський тероризм, терор атлантистів проти Сербії та русофобська політика Естонії та Латвії». 

## Критика та звинувачення
Бекман неодноразово піддавався критиці за свою антиукраїнську та антиестонську діяльність. Зв'язки його комітету з російськими спецслужбами неодноразово обговорювались в ЗМІ.
Журналіст шведської газети «Sydsvenska Dagbladet» Калле Кнійвіля звинувачує Бекмана в брехливих посиланнях на статистику, відзначаючи при цьому, що в Фінляндії його «ніхто серйозно не сприймає». Естонський журналіст Хейки Сууркаск вважає організацію «Фінляндський антифашистський комітет» неосталіністською організацією. Слідом за низкою звернень професорів фінських вузів про неприпустиму діяльность Бекмана, Гельсінський університет у 2012 році оголосив про його звільнення. Колегія ректорів фінських вузів попросила всі вузи Фінляндії відмовитися від його послуг.
На сьогоднішній день Югану Бекману заборонено викладати у фінських вузах.